# Политическая система Тибетского автономного района
Политическая система Тибетского автономного района, как и вся политическая система КНР, является сочетанием партийной и государственной власти.
Глава Тибетского автономного района является высшим должностным лицом Народного правительства Тибетского автономного района, однако он имеет меньше власти, чем секретарь районного комитета КПК. Согласно закону, как глава ТАР, так и председатель Тибетского собрания народных представителей должны быть тибетцами по национальности. Главой районного комитета КПК всегда назначается китаец.

## Список глав Тибетского автономного района

### Главы Комитета по подготовке создания Тибетского автономного района
- апрель 1956 — март 1959: Далай-лама XIV
- март 1959 — декабрь 1964: Панчен-лама X

### Главы народного правительства
- декабрь 1964 — Культурная революция в Китае: Нгапо Нгаванг Джигме

### Главы Тибетского революционного комитета
- сентябрь 1968 — ноябрь 1970: Цзэн Юнъя
- ноябрь 1970 — август 1979: Жэнь Жун

### Главы народного правительства
- апрель 1979 — апрель 1981: Сангье Ешэ (китайское имя — Тянь Бао)
- апрель 1981 — май 1983: Нгапо Нгаванг Джигме
- май 1983 — декабрь 1985: Додже Цетан
- декабрь 1985 — май 1990: Додже Церинг
- май 1990 — май 1998: Гьялцен Норбу
- май 1998 — май 2003: Легчхог
- май 2003 — январь 2010: Джампа Пхунцог
- январь 2010 — январь 2013: Падма Чолинг
- январь 2013 —  январь 2017: Лосанг Ямкан

## Список секретарей Тибетского районного комитета КПК
- январь 1950 — июнь 1951: Чжан Гохуа
- июнь 1951 — декабрь 1951: Фань Мин
- март 1952 — август 1965: Чжан Цзинъу
- сентябрь 1965 — Культурная революция в Китае: Чжан Гохуа
- август 1971 — март 1980: Жэнь Жун
- март 1980 — июнь 1985: Инь Фатан
- июнь 1985 — декабрь 1988: У Цзинхуа
- декабрь 1988 — ноябрь 1992: Ху Цзиньтао
- ноябрь 1992 — сентябрь 2000: Чэнь Куйюань
- сентябрь 2000 — декабрь 2004: Го Цзиньлун
- декабрь 2004 — ноябрь 2005: Ян Чуаньтан
- ноябрь 2005 — август 2011: Чжан Цинли
- август 2011 — август 2016: Чэнь Цюаньго
- август 2016 — октябрь 2021: Wu Yingjie
- с октября 2021: Ван Цзюньчжэн

## Список председателей Тибетского собрания народных представителей
- 1979—1981: Нгапо Нгаванг Джигме
- 1981—1983: Ян Дуншэн
- 1983—1993: Нгапо Нгаванг Джигме
- 1993—2003: Рагди
- 2003—2010: Легчог
- 2010 — 2013: Джампа Пунцог
- 2013 — 2017: Падма Чолинг
- 2017 — н.вр.: Лосанг Ямкан